# Umbelebele Jomo Cosmos F.C.
Umbelebele Jomo Cosmos FC là một câu lạc bộ bóng đá Eswatini đến từ Mbabane -Msunduza, thi đấu ở Giải bóng đá hạng nhất quốc gia Eswatini.

## Sân vận động
Hiện tại câu lạc bộ đang thi đấu tại Sân vận động Hoàng tử Wales có sức chứa 1.000 khán giả.